# 第1高射特科群
第1高射特科群（だいいちこうしゃとっかぐん、JGSDF 1st Antiaircraft Artillery Group）は、陸上自衛隊東千歳駐屯地（北海道千歳市）に群本部が駐屯する第1高射特科団隷下の高射特科部隊である。

## 概要
第1高射特科群長は1等陸佐（二）をもって充てられ、地対空誘導弾改良ホーク改善Ⅲ型を運用し、北海道南部地区を中心とする北部方面隊担任地域の防空を主任務とする。東千歳駐屯地（群本部、本部管理中隊、第301高射中隊、第302高射中隊、第301高射搬送通信中隊）および島松駐屯地（第303高射中隊、第304高射中隊）に分かれて駐屯している。
1971年（昭和46年）3月の改編により、4個高射中隊基幹の高射特科群の標準的な編成となっている。

## 沿革
- 1954年（昭和29年）
  - 9月25日：部隊新編。

  1. 第1特科団隷下に、第1高射特科群本部、本部中隊および第301高射運用隊が北千歳駐屯地において編成完結。
  2. 第106特科大隊（函館駐屯地：40mm高射機関砲装備）を隷下に編合。
  3. 第116特科大隊（M2 90mm高射砲装備）が浜松駐屯地で編成され、隷下に編合。

  - 10月18日：第1高射特科群本部および本部中隊、第301高射運用隊が北千歳駐屯地から東千歳駐屯地へ移駐。
  - 10月20日：第116特科大隊が浜松駐屯地から東千歳駐屯地へ移駐。
  - 12月15日：第106特科大隊が函館駐屯地から東千歳駐屯地へ移駐。

- 1955年（昭和30年）11月10日：第106特科大隊が東千歳駐屯地から真駒内駐屯地へ移駐。
- 1956年（昭和31年）1月25日：第116特科大隊（東千歳駐屯地）を母体に第118特科大隊（M1 90mm高射砲装備）が東千歳駐屯地で編成完結。

- 1959年（昭和34年）
  - 3月11日：第106特科大隊（真駒内駐屯地）が廃止。
  - 3月12日：第121特科大隊、第122特科大隊（いずれもM51 75mm高射砲（Skysweeper）装備）が真駒内駐屯地に新編。
  - 3月30日：第122特科大隊が真駒内駐屯地から八戸駐屯地へ移駐し、第9混成団に編合。　　
  - 8月20日：第121特科大隊が真駒内駐屯地から東千歳駐屯地へ移駐。

- 1961年（昭和36年）8月17日：無線誘導標的機隊が東千歳駐屯地に新編。
- 1964年（昭和39年）3月24日：第118特科大隊第4中隊および無線誘導標的機隊が東千歳駐屯地から静内分屯地へ移駐[1]。
- 1965年（昭和40年）1月20日：部隊編成完結[2]。

1. 地対空誘導弾ホークを運用する第102高射大隊、第302高射搬送通信隊が東千歳駐屯地において編成完結。
2. 第102高射直接支援隊（北海道地区補給処隷下）が島松駐屯地において編成完結。
3. 第121特科大隊（東千歳駐屯地）が廃止[2]。

- 1966年（昭和41年）8月3日：第102高射直接支援隊が第102高射大隊に隷属。
- 1970年（昭和45年）8月5日：第116特科大隊（第3高射特科群の母体となる）が東千歳駐屯地から飯塚駐屯地へ移駐。
- 1971年（昭和46年）3月25日：部隊改編。

1. 第102高射大隊（東千歳駐屯地）、第301高射運用隊（東千歳駐屯地）が廃止[2]。
2. 第301～第304射撃中隊が東千歳駐屯地に新編。
3. 第302高射搬送通信隊（東千歳駐屯地）を第301高射搬送通信中隊に改称。
4. 第118特科大隊（東千歳駐屯地）および無線誘導標的機隊（静内分屯地）が第1特科団直轄となる。

- 1972年（昭和47年）
  - 3月24日：第1特科団から新編された第1高射団隷下に隷属替え。
  - 5月15日：第301～第304射撃中隊（東千歳駐屯地）が第301～第304高射中隊に称号変更。
- 1976年（昭和51年）8月20日：第1高射団が第1高射特科団に称号変更。
- 2000年（平成12年）3月28日：北部方面隊の後方支援体制変換に伴い、第102高射直接支援隊（島松駐屯地）を廃止し[2]、整備部門を北部方面後方支援隊第101高射直接支援大隊第1直接支援中隊へ移管。
- 2004年（平成16年）：平成16年度ホーク年次射撃検閲で全国第1位の成績を出す。
- 2024年（令和06年）3月21日：第302高射中隊が北千歳駐屯地から東千歳駐屯地に移駐[3]。

## 編成・駐屯地
編成
- 第1高射特科群本部
- 本部管理中隊「1高群-本」
  - 中隊本部
  - 群本部勤務班
  - 指揮小隊
  - 通信レーダ班
  - 衛生小隊
  - 補給班
- 第301高射中隊「1高群-301」
- 第302高射中隊「1高群-302」
- 第303高射中隊「1高群-303」
- 第304高射中隊「1高群-304」
- 第301高射搬送通信中隊「301高搬通」

駐屯地
- 東千歳駐屯地（北海道千歳市）
  - 群本部および本部管理中隊
  - 第301高射中隊
  - 第302高射中隊
  - 第301高射搬送通信中隊
- 島松駐屯地（北海道恵庭市）
  - 第303高射中隊
  - 第304高射中隊

## 整備支援部隊
- 第102高射直接支援隊「102高直支」（島松駐屯地）：1965年（昭和40年）1月20日から2000年（平成12年）3月27日まで。
- 北部方面後方支援隊第101高射直接支援大隊第1直接支援中隊「101高直支-1」（島松駐屯地）：2000年（平成12年）3月28日から
  - 第1直接支援小隊（東千歳駐屯地）：第301高射中隊を支援
  - 第2直接支援小隊（東千歳駐屯地）：第302高射中隊を支援
  - 第3直接支援小隊（島松駐屯地）：第303高射中隊を支援
  - 第4直接支援小隊（島松駐屯地）：第304高射中隊を支援
  - 通信電子整備班（東千歳駐屯地）：第301高射搬送通信中隊を支援

## 主要幹部
| 官職名          | 階級          | 氏名   | 補職発令日     | 前職         |
| --------------- | ------------- | ------ | -------------- | ------------ |
| 第1高射特科群長 | 1等陸佐（二） | 溝上学 | 2025年03月24日 | 情報処理隊長 |

| 代 | 氏名       | 在職期間                        | 前職                                                                   | 後職                                     |
| -- | ---------- | ------------------------------- | ---------------------------------------------------------------------- | ---------------------------------------- |
| 01 | 小田島義悌 | 1954年09月25日 - 1956年11月18日 |                                                                        | 陸上自衛隊関西地区補給処武器部長         |
| 02 | 富石密太郎 | 1956年11月19日 - 1959年07月31日 | 陸上自衛隊高射学校教育課長 →1957年2月16日 1等陸佐昇任                  | 陸上幕僚監部第5部勤務                    |
| 03 | 川岸一衛   | 1959年08月01日 - 1962年07月31日 | 第1高射特科群副群長 →1960年8月1日 1等陸佐昇任                          | 陸上自衛隊幹部学校学校教官               |
| 04 | 飯野美男   | 1962年08月01日 - 1963年12月11日 | 陸上自衛隊高射学校教育部長                                             | 第1特科団本部付                          |
| 05 | 白男川三郎 | 1964年03月16日 - 1966年03月15日 | 第1ロケット実験訓練隊長                                                | 陸上自衛隊高射学校副校長 兼 同校企画室長 |
| 06 | 外山市義   | 1966年03月16日 - 1967年07月16日 | 陸上自衛隊高射学校研究部長                                             | 陸上自衛隊高射学校副校長 兼 同校企画室長 |
| 07 | 子野日穰   | 1967年07月17日 - 1969年07月15日 | 陸上幕僚監部付                                                         | 陸上自衛隊高射学校第1教育部長            |
| 08 | 松尾裕夫   | 1969年07月16日 - 1971年07月15日 | 統合幕僚学校学校教官                                                   | 陸上自衛隊高射学校第1教育部長            |
| 09 | 赤木博司   | 1971年07月16日 - 1973年03月15日 | 装備開発実験隊ロケット弾薬科長                                         | 陸上自衛隊高射学校第1教育部長            |
| 10 | 松末治     | 1973年03月16日 - 1975年07月15日 | 統合幕僚会議事務局第4幕僚室勤務                                        | 陸上自衛隊高射学校研究員                 |
| 11 | 廣田一郎   | 1975年07月16日 - 1977年03月15日 | 第1高射団本部高級幕僚                                                  | 陸上自衛隊高射学校第2教育部長            |
| 12 | 永田義光   | 1977年03月16日 - 1979年03月15日 | 陸上自衛隊高射学校勤務                                                 | 第1高射特科団副団長                      |
| 13 | 岩越秀治   | 1979年03月16日 - 1981年03月15日 | 陸上自衛隊高射学校勤務                                                 | 第1高射特科団副団長                      |
| 14 | 西川宗晴   | 1981年03月16日 - 1983年03月15日 | 陸上自衛隊幹部学校主任教官                                             | 陸上自衛隊高射学校学校教官               |
| 15 | 林正秀     | 1983年03月16日 - 1984年07月31日 | 第1高射特科団本部高級幕僚                                              | 陸上自衛隊高射学校研究員                 |
| 16 | 正村千秋   | 1984年08月01日 - 1986年07月31日 | 陸上幕僚監部装備部装備計画課 企画班長                                  | 北部方面総監部調査部長                   |
| 17 | 森岡薫     | 1986年08月01日 - 1988年07月06日 | 陸上幕僚監部人事部人事計画課 企画班長                                  | 東部方面総監部人事部長                   |
| 18 | 三浦皓     | 1988年07月07日 - 1991年03月15日 | 陸上幕僚監部装備部武器・化学課 誘導武器班長                            | 防衛大学校教授                           |
| 19 | 佐藤千城   | 1991年03月16日 - 1994年03月31日 | 陸上自衛隊幹部学校学校教官                                             | 陸上自衛隊高射学校第1教育部長            |
| 20 | 若木利博   | 1994年04月01日 - 1997年03月31日 | 陸上幕僚監部監理部総務課 渉外班長                                      | 自衛隊札幌病院総務部長                   |
| 21 | 落合清志   | 1997年04月01日 - 2000年03月27日 | 北部方面総監部防衛部防衛課長                                           | 防衛大学校教授                           |
| 22 | 島田政春   | 2000年03月28日 - 2001年11月30日 | 北部方面調査隊長                                                       | 北部方面総監部調査部長                   |
| 23 | 出口政治   | 2001年12月01日 - 2003年07月31日 | 陸上自衛隊高射学校研究部長                                             | 第2混成団副団長                          |
| 24 | 天草洋     | 2003年08月01日 - 2005年01月11日 | 技術研究本部 技術開発官（誘導武器担当）付 新中距離地対空誘導弾開発室長 | 札幌駐屯地業務隊長                       |
| 25 | 小原友弘   | 2005年01月12日 - 2006年07月31日 | 第2高射特科団本部高級幕僚                                              | 中部方面後方支援隊副隊長                 |
| 26 | 池田一敏   | 2006年08月01日 - 2009年03月31日 | 陸上幕僚監部装備部武器・化学課 誘導武器班長                            | 自衛隊愛媛地方協力本部長                 |
| 27 | 中野重友   | 2009年04月01日 - 2011年03月31日 | 陸上自衛隊高射学校主任教官                                             | 中部方面総監部監察官                     |
| 28 | 大谷貴央   | 2011年04月01日 - 2013年03月31日 | 中央即応集団司令部人事部長                                             | 中央即応集団司令部監察官                 |
| 29 | 大戸英円   | 2013年04月01日 - 2014年05月27日 | 中部方面総監部情報部情報課長                                           | 北部方面総監部付                         |
| 30 | 甲斐正人   | 2014年06月01日 - 2016年07月31日 | 陸上自衛隊高射学校総務部長                                             | 東部方面総監部監察官                     |
| 31 | 前川耕治   | 2016年08月01日 - 2018年07月31日 | 東部方面総監部人事部厚生課長                                           | 防衛研究所主任研究官                     |
| 32 | 和田伸一   | 2018年08月01日 - 2020年12月21日 | 陸上幕僚監部装備計画部武器・化学課 誘導武器班長                        | 陸上自衛隊開発実験団本部計画科長         |
| 33 | 村上健児   | 2020年12月22日 - 2023年03月12日 | 第1高射特科団本部高級幕僚                                              | 退職                                     |
| 34 | 矢ケ崎貴浩 | 2023年03月13日 - 2025年03月23日 | 陸上自衛隊教育訓練研究本部 訓練評価調整官                              | 東北方面総監部監察官                     |
| 35 | 溝上学     | 2025年03月24日 -                | 情報処理隊長                                                           |                                          |

## 主要装備
- 地対空誘導弾改良ホーク
- 対空レーダ装置 JTPS-P14
- 89式5.56mm小銃
- 無線搬送端局装置 JMRC-C23
- 無線搬送中継装置 JMRC-R23
- 1/2tトラック / 73式小型トラック
- 1 1/2tトラック / 73式中型トラック
- 3 1/2tトラック / 73式大型トラック

## 部隊改編
新編時（1954年（昭和29年）9月25日）第1特科団隷下
- 第1高射特科群本部（北千歳駐屯地）
- 第1高射特科群本部中隊（北千歳駐屯地）
- 第301高射運用隊（北千歳駐屯地）
- 第106特科大隊（函館駐屯地）：40mm高射機関砲装備
- 第116特科大隊（浜松駐屯地）：M2 90mm高射砲装備

改編時（1956年（昭和31年）1月25日）第1特科団隷下
- 第1高射特科群本部（東千歳駐屯地）
- 第1高射特科群本部中隊（東千歳駐屯地）
- 第301高射運用隊（東千歳駐屯地）
- 第106特科大隊（真駒内駐屯地）：40mm高射機関砲装備
- 第116特科大隊（東千歳駐屯地）：M2 90mm高射砲装備
- 第118特科大隊（東千歳駐屯地）：M1 90mm高射砲装備

改編時（1959年（昭和34年）8月20日）第1特科団隷下
- 第1高射特科群本部（東千歳駐屯地）
- 第1高射特科群本部中隊（東千歳駐屯地）
- 第301高射運用隊（東千歳駐屯地）
- 第116特科大隊（東千歳駐屯地）：M2 90mm高射砲装備
- 第118特科大隊（東千歳駐屯地）：M1 90mm高射砲装備
- 第121特科大隊（東千歳駐屯地）：M51 75mm高射砲装備

改編時（1965年（昭和40年）1月20日）第1特科団隷下
地対空誘導弾ホークの運用開始。
- 第1高射特科群本部（東千歳駐屯地）
- 第1高射特科群本部中隊（東千歳駐屯地）
- 第301高射運用隊（東千歳駐屯地）
- 第116特科大隊（東千歳駐屯地）：M2 90mm高射砲装備
- 第118特科大隊（東千歳駐屯地）：M1 90mm高射砲装備
- 第102高射大隊（東千歳駐屯地）：地対空誘導弾ホーク
- 第302高射搬送通信隊（東千歳駐屯地）

改編時（1970年（昭和45年）8月5日）第1特科団隷下
- 第1高射特科群本部（東千歳駐屯地）
- 第1高射特科群本部中隊（東千歳駐屯地）
- 第301高射運用隊（東千歳駐屯地）
- 第118特科大隊（東千歳駐屯地）：M1 90mm高射砲装備
- 第102高射大隊（東千歳駐屯地）：地対空誘導弾ホーク
  - 第102高射直接支援隊（島松駐屯地）
- 第302高射搬送通信隊（東千歳駐屯地）

改編時（1971年（昭和46年）5月15日）第1特科団隷下
標準的な高射特科群の編成に改編。
- 第1高射特科群本部（東千歳駐屯地）
- 第1高射特科群本部中隊（東千歳駐屯地）
- 第301射撃中隊（東千歳駐屯地）
- 第302射撃中隊（東千歳駐屯地）
- 第303射撃中隊
- 第304射撃中隊
- 第301高射搬送通信中隊（東千歳駐屯地）
- 第102高射直接支援隊（島松駐屯地）

改編時（1972年（昭和47年）3月25日）第1高射団隷下
中隊名の変更等。
- 第1高射特科群本部（東千歳駐屯地）
- 第1高射特科群本部管理中隊（東千歳駐屯地）
- 第301高射中隊（東千歳駐屯地）
- 第302高射中隊（東千歳駐屯地）
- 第303高射中隊
- 第304高射中隊
- 第301高射搬送通信中隊（東千歳駐屯地）
- 第102高射直接支援隊（島松駐屯地）

改編時（2000年（平成12年）3月28日）第1高射特科団隷下
高射直接支援隊および各中隊の整備部門等を北部方面後方支援隊第101高射直接支援大隊第1直接支援中隊へ移管。
- 第1高射特科群本部（東千歳駐屯地）
- 第1高射特科群本部管理中隊（東千歳駐屯地）
- 第301高射中隊（東千歳駐屯地）
- 第302高射中隊（東千歳駐屯地）
- 第303高射中隊
- 第304高射中隊
- 第301高射搬送通信中隊（東千歳駐屯地）

## 廃止部隊
- 1959年（昭和34年）3月11日廃止
  - 第106特科大隊「106特」（真駒内駐屯地）：
- 1965年（昭和40年）1月20日廃止
  - 第121特科大隊「121特」（東千歳駐屯地）：
- 1971年（昭和46年）3月25日廃止
  - 第102高射大隊「102高」（東千歳駐屯地）：
  - 第301高射運用隊「301高運」（東千歳駐屯地）：
- 2000年（平成12年）3月28日廃止
  - 第102高射直接支援隊「102高直支」（島松駐屯地）：